# Všenory (železniční zastávka)
Všenory jsou železniční zastávka, která se nachází v obci Všenory v okresu Praha-západ ve Středočeském kraji. Zastávka leží na dvoukolejné elektrizované celostátní dráze č. 171 Praha – Beroun – Plzeň, která je součástí 3. tranzitního železničního koridoru.

## Přeprava
Na zastávce zastavují vlaky osobní přepravy kategorie osobní vlak (Os) na lince S7 v systému integrovaného dopravního systému PID. Tyto vlaky provozuje dopravce České dráhy. Vlaky vyšší kvality a vyšší kategorie ve stanici nezastavují, pouze projíždějí.
Na zastávce se nachází přístřešek pro cestující, označovač jízdenek a nádražní knihovna. Nenachází se zde žádný staniční personál, prodej jízdenek je zajištěn ve vlaku.

## Zajímavost
Na zastávce se nacházejí dvě historické budovy, které byly postaveny při zahájení provozu.[zdroj?] Zastávka se nachází v bezprostřední blízkosti stanice Dobřichovice.

## Nádraží Václava Klause
1. prosince 2015 byla na nádraží vyvěšena cedule s nápisem "Nádraží Václava Klause", jako reakce na přejmenování ruzyňského letiště na Letiště Václava Havla. Autor nejspíše výběrem stanice, která byla v těchto letech považována za jednu z nejošklivějších v zemi, chtěl nejspíše ukázat svou nelibost vůči exprezidentu Václavu Klausovi. 

## Galerie

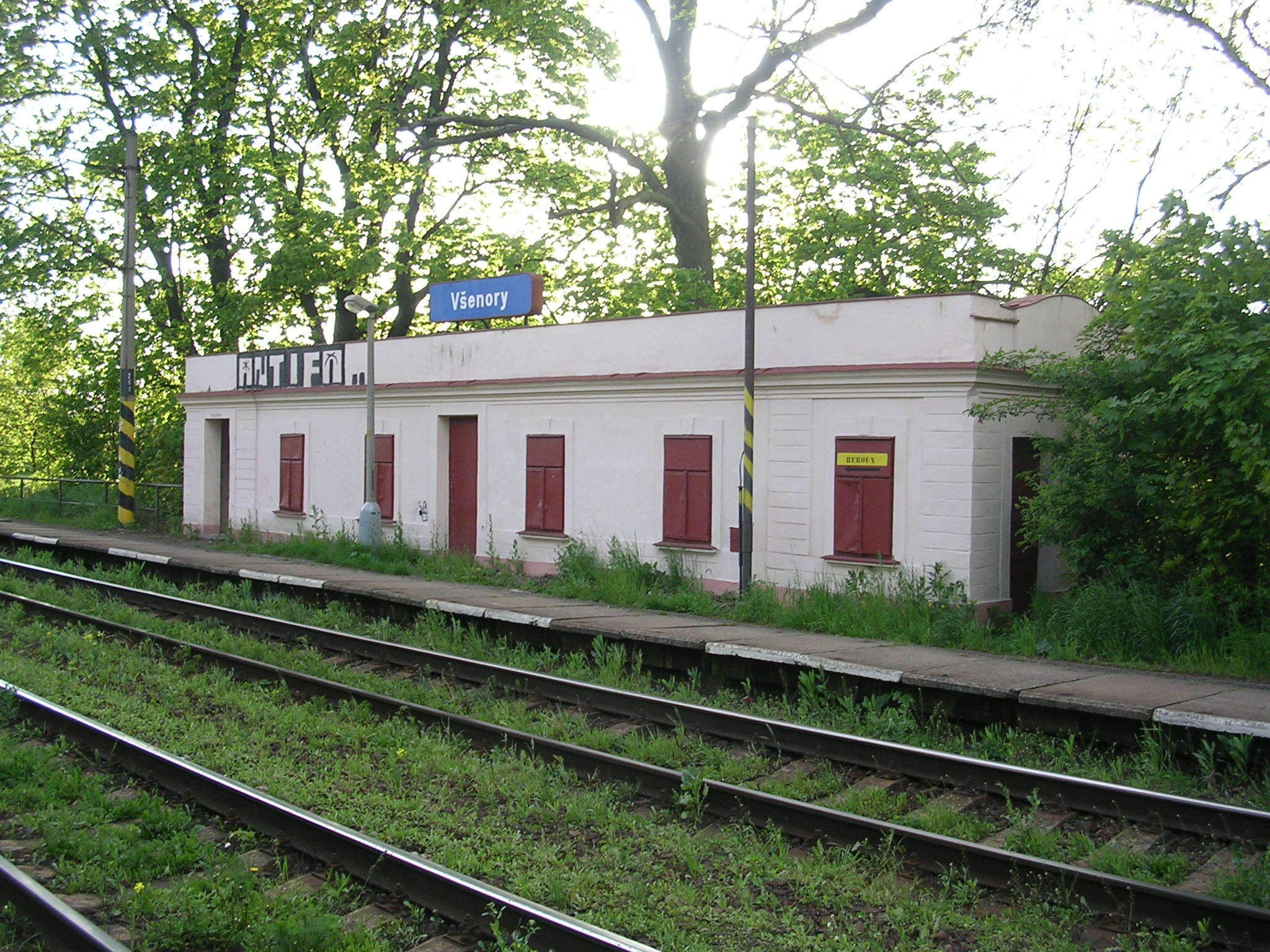
Historická staniční budova na druhém nástupišti (foto před opravou)
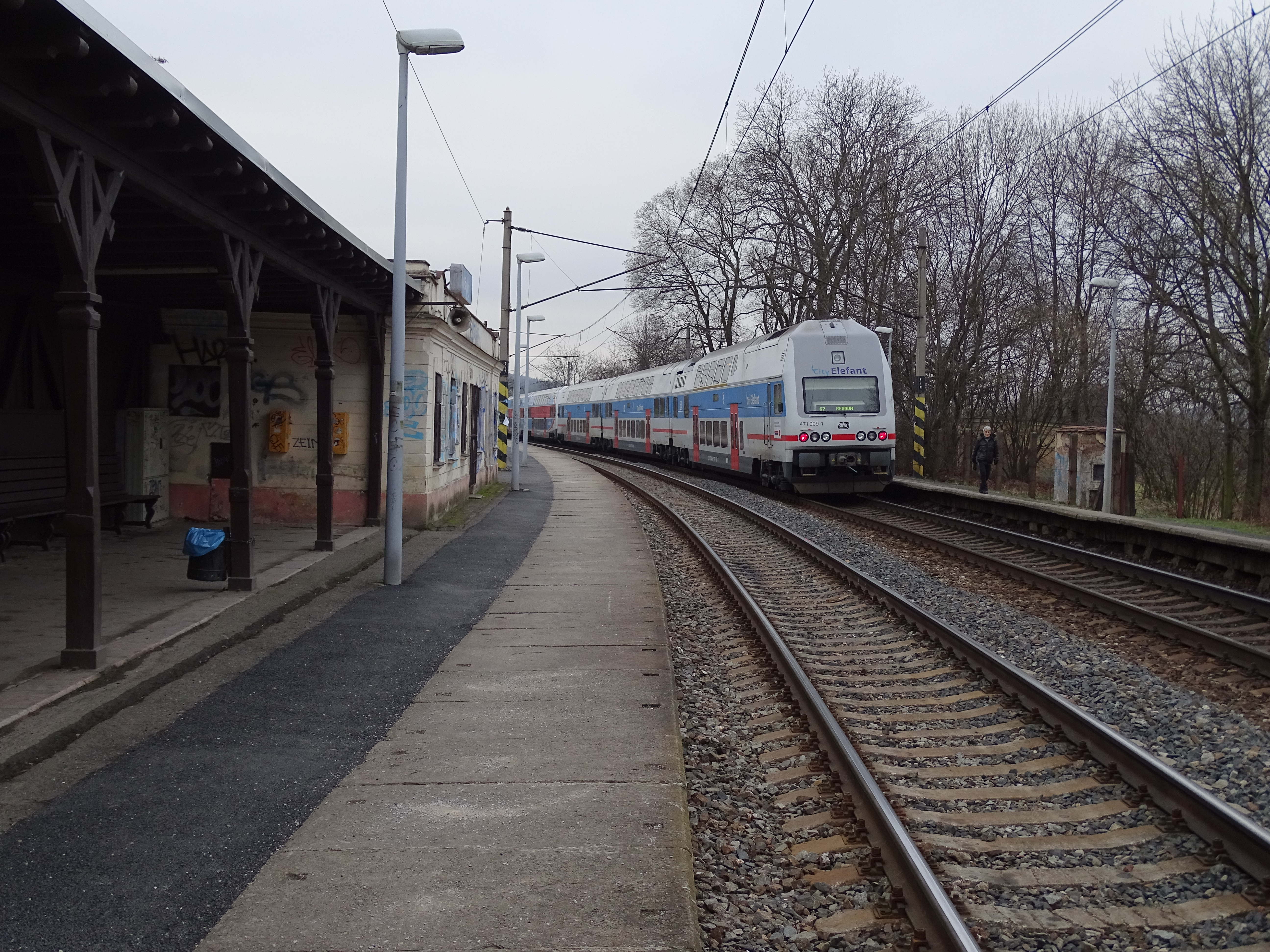
Jednotka CityElefant, pohled na zastávku
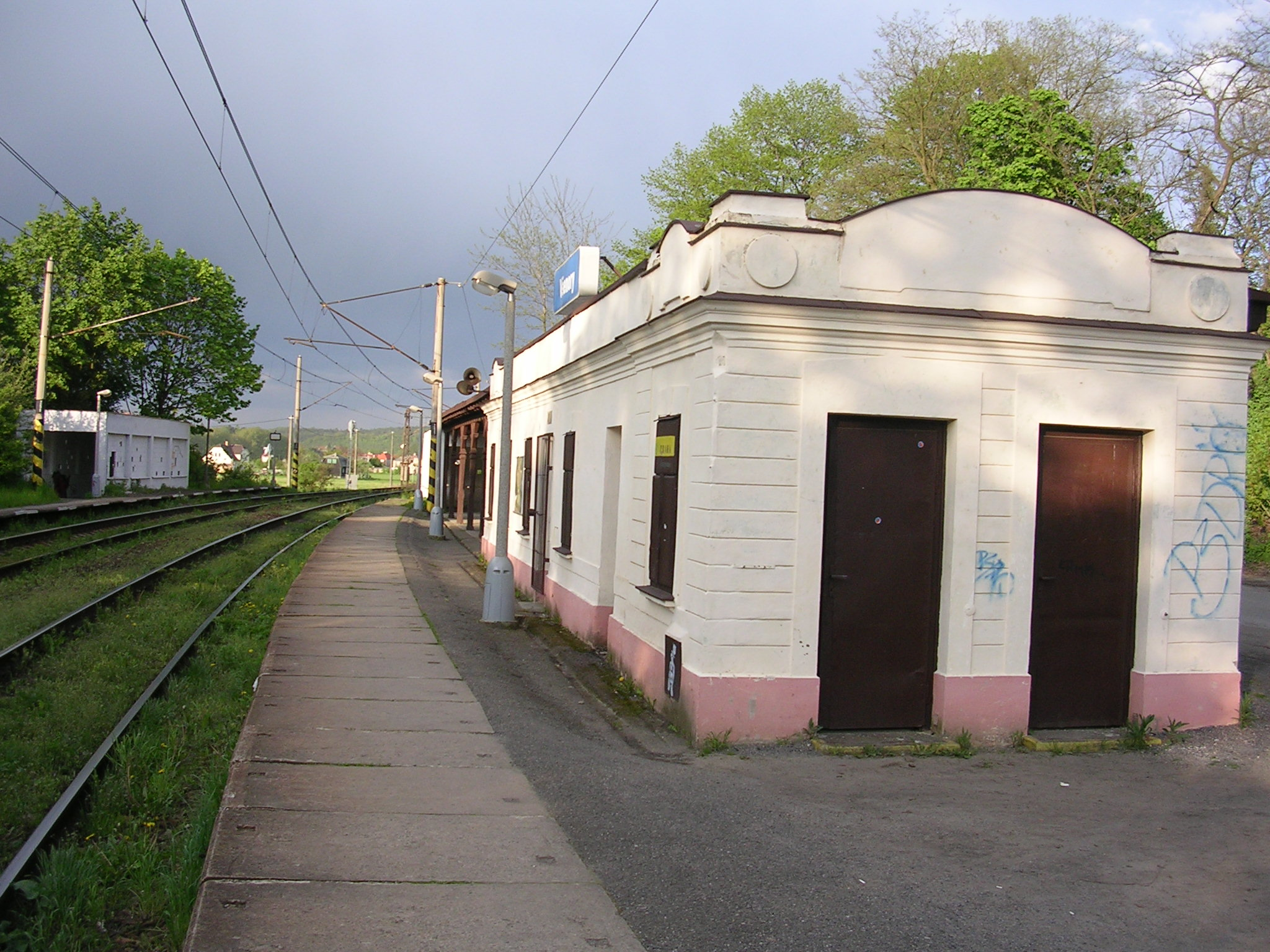
Historická staniční budova na prvním nástupišti (foto před opravou)
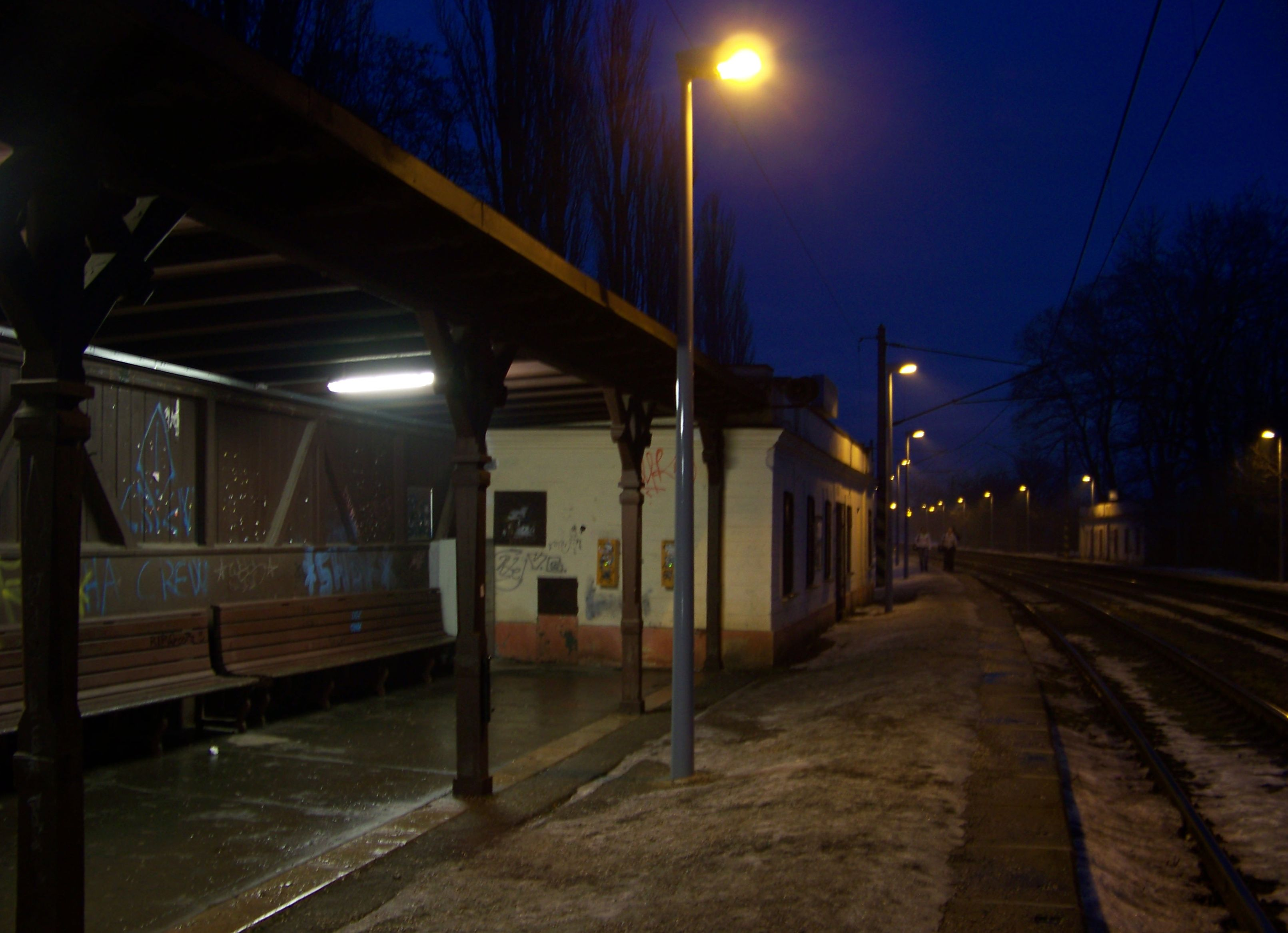
Zastávka v noci
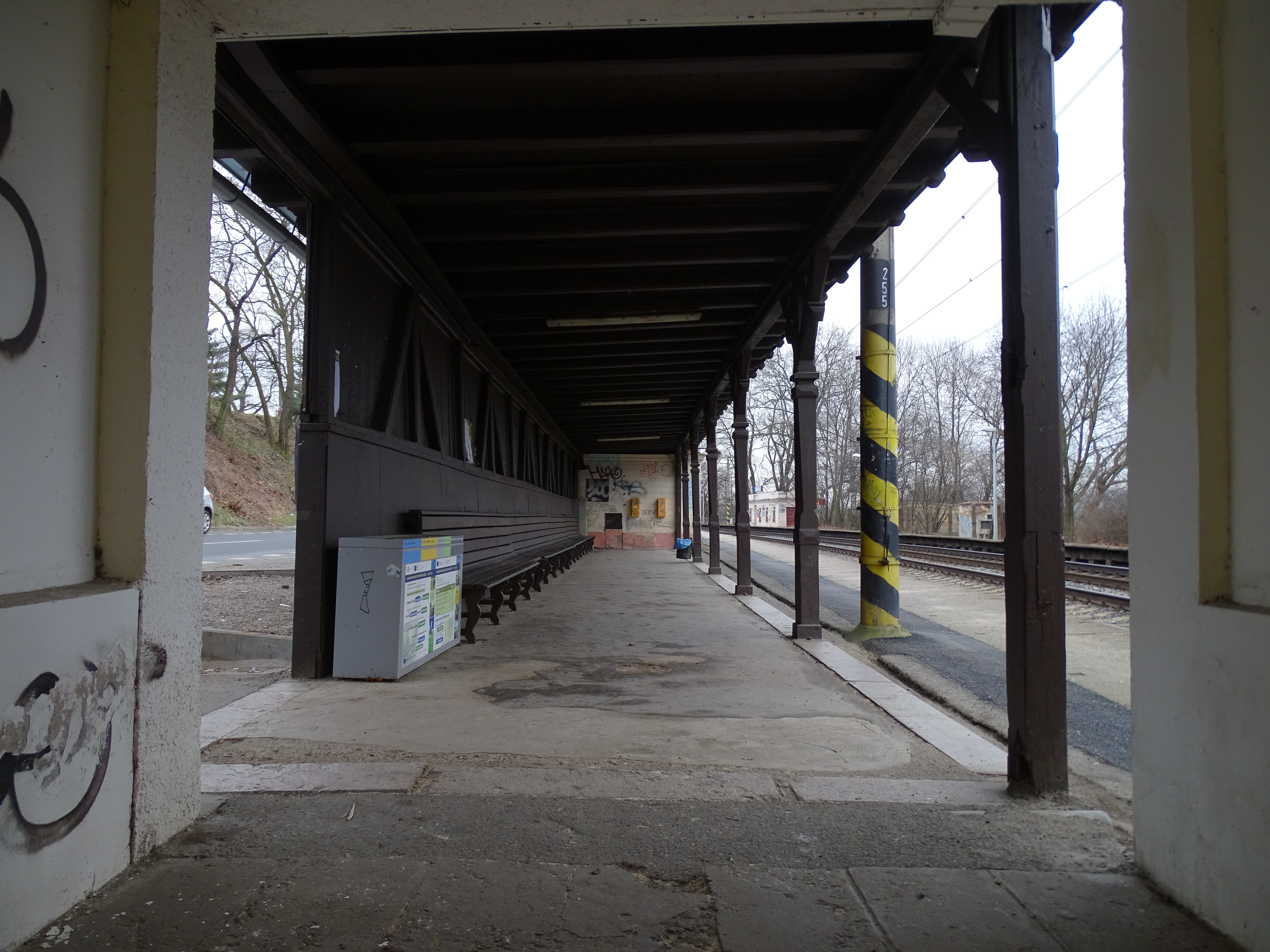
Původní dřevěný přístřešek
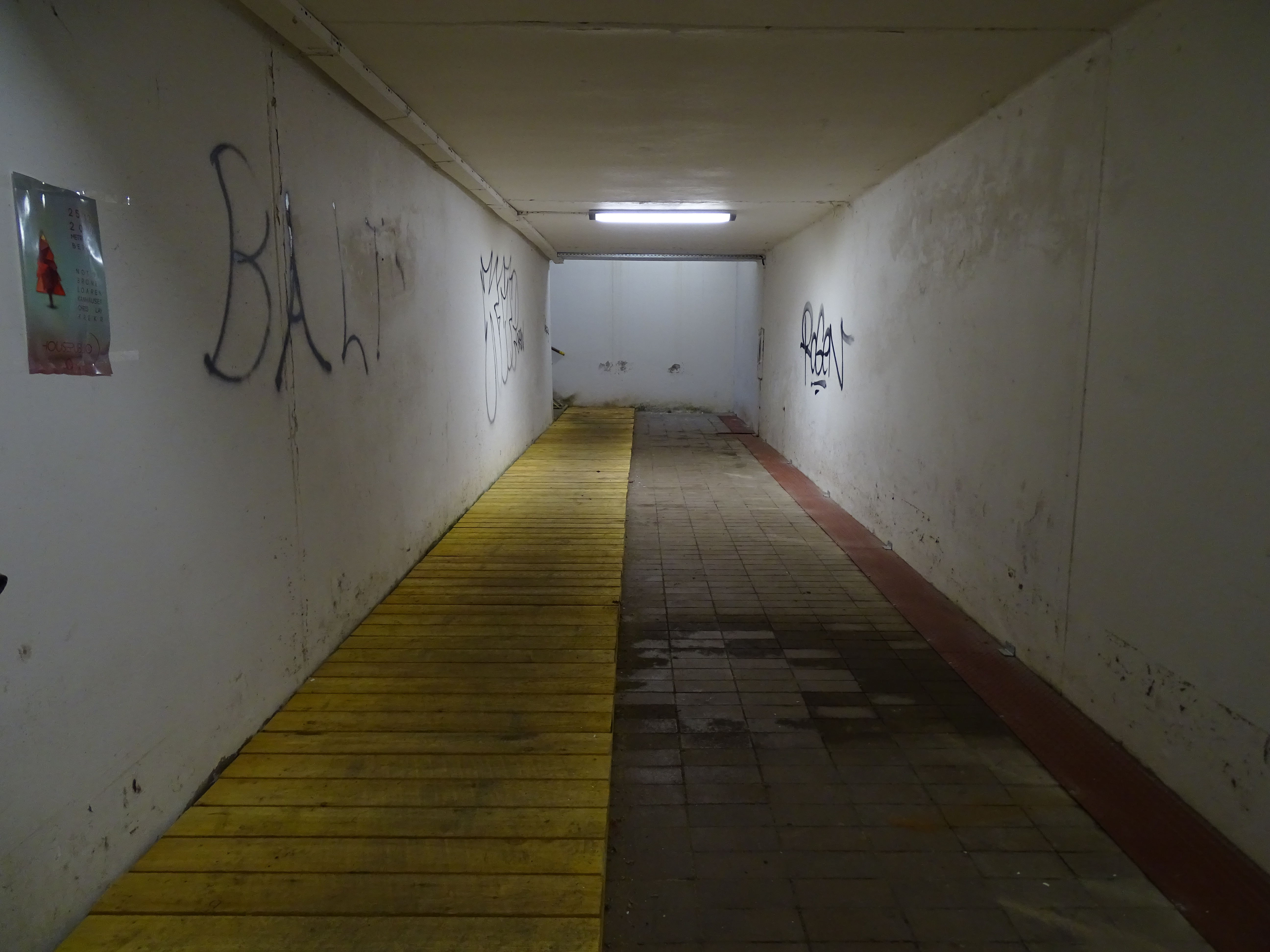
Podchod
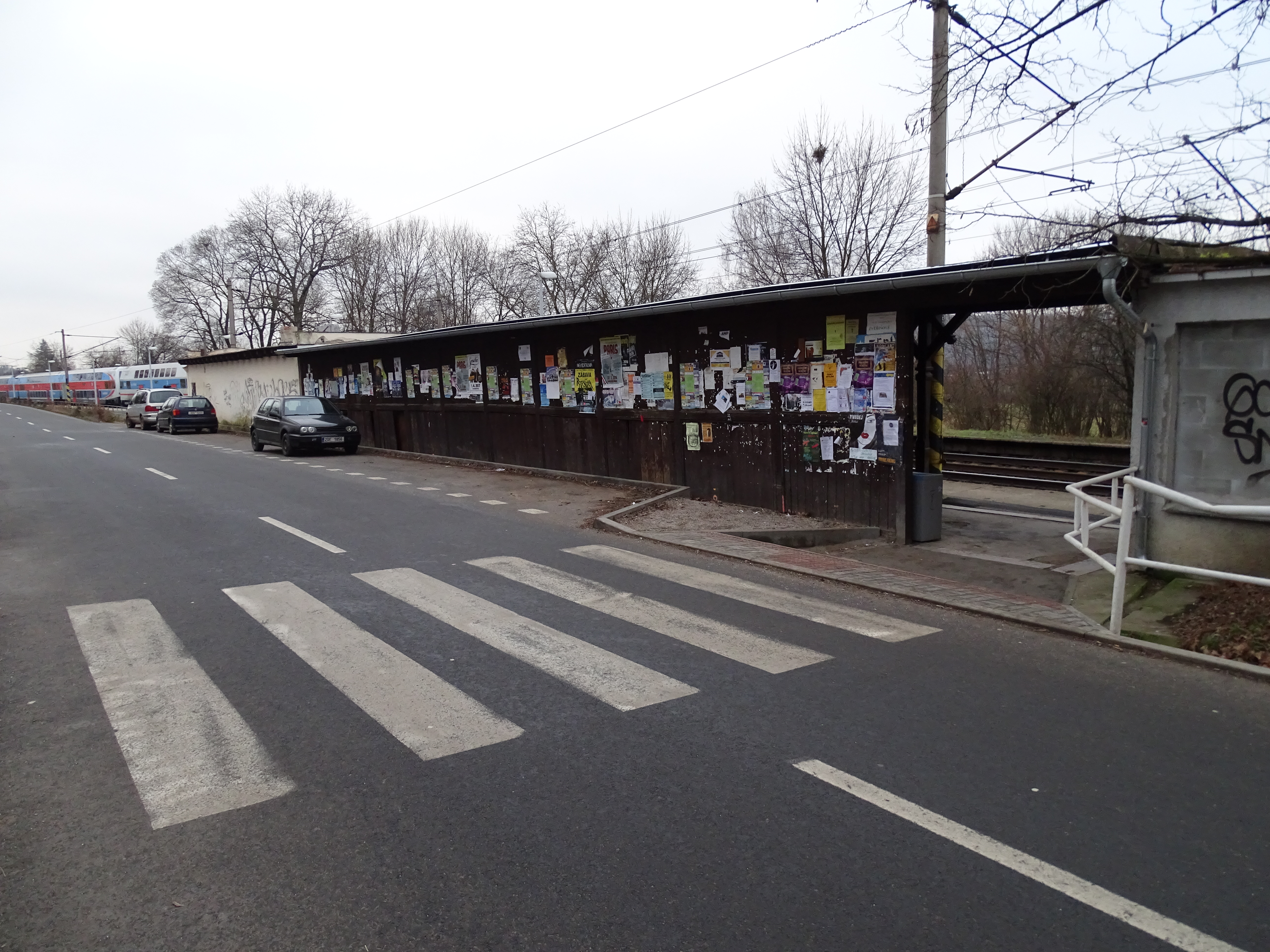
Přednádraží a parkoviště (foto před opravou)
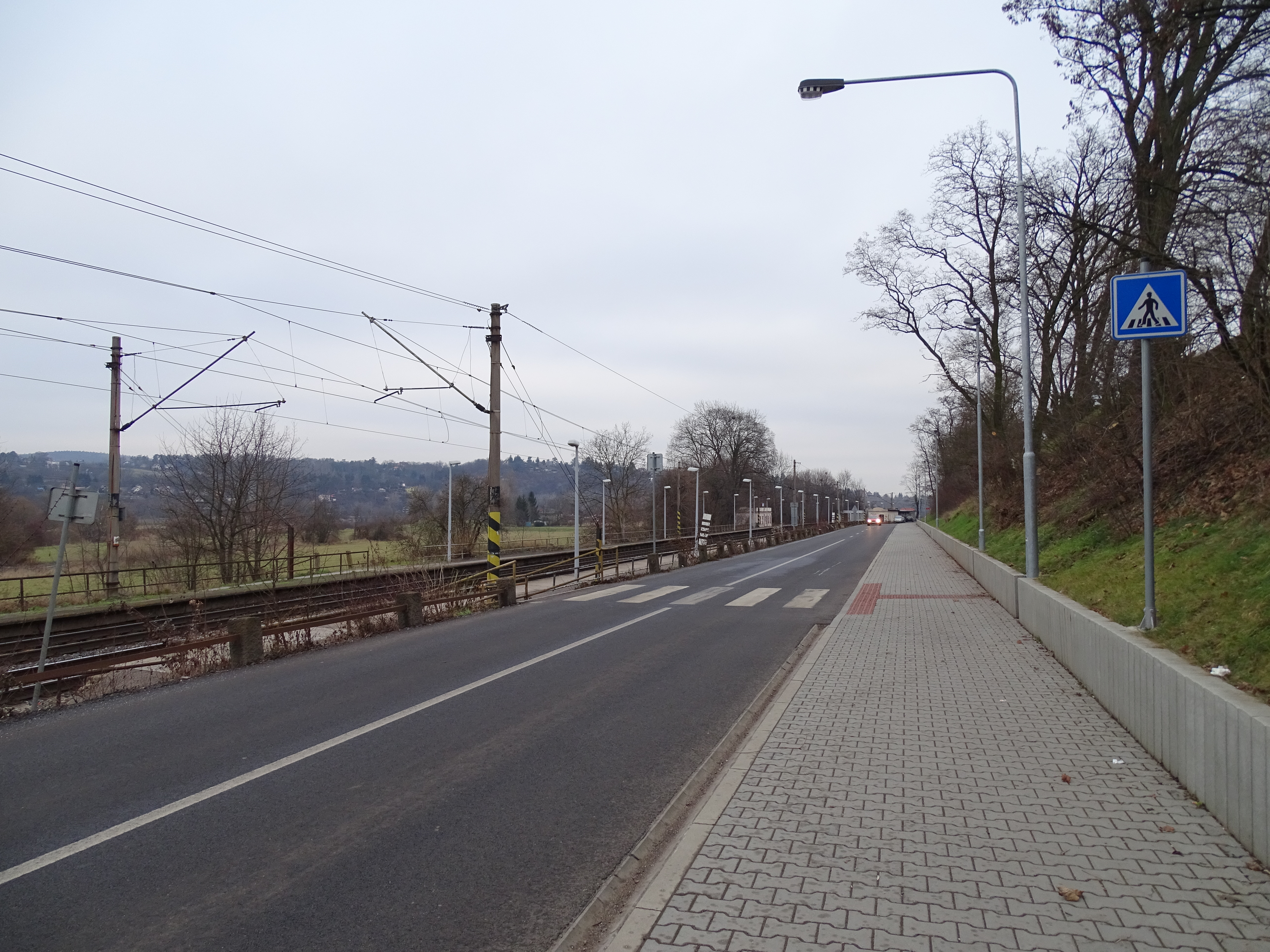
Okolí zastávky